# Championnats du monde d'athlétisme handisport 2015
Navigation
Lyon 2013 Londres 2017
Les 7e championnats du monde d'athlétisme handisport se déroulent du 22 au 31 octobre 2015, à Doha, au Qatar. Cette édition comporte 91 courses et concours pour femmes et 119 pour les hommes.

## Choix du lieu
En janvier 2013, le Comité international paralympique annonce que la ville de Doha accueillera les championnats du monde 2015. En mars 2014, le Qatar SC Stadium est désigné comme lieu d'accueil de l'événement qui devait se dérouler du 19 au 28 novembre avant que la date ne soit avancée d'un mois (21-31 octobre). En octobre 2014, il est décidé que le marathon aura lieu à un moment différent. Il a finalement lieu le 26 avril 2015 lors du Marathon de Londres.

## Critères de qualifications
Pour chaque nation, seulement 3 athlètes peuvent se qualifier pour chaque course ou concours. Pour cela, il faut avoir rempli les critères de qualifications (temps de course ou distance de lancer) entre le 1er janvier 2014 et le 31 août 2015.

## Podiums

### Hommes

#### 100m
| Catégories | Or                                       | Argent                                                    | Bronze                               |
| ---------- | ---------------------------------------- | --------------------------------------------------------- | ------------------------------------ |
| T11        | David Brown Guide : Jerome Avery 11 s 03 | Felipe Gomes Guide : Jorge Augusto Pereira Borges 11 s 28 | Di Dongdong Guide : Wang Lin 11 s 35 |
| T12        | Leinier Savon Pineda 10 s 82             | Artem Loginov 10 s 99                                     | Fedor Trikolich 11 s 07              |
| T13        | Jason Smyth 10 s 62                      | Gustavo Henrique Araujo 10 s 90                           | Chad Perris 10 s 96                  |
| T33        | Ahmad Almutairi 17 s 53 (CR)             | Daniel Bramell 18 s 98                                    | Toby Gold 19 s 27                    |
| T34        | Walid Ktila 15 s 75 (CR)                 | Mohamed Hammadi 15 s 92 (AR)                              | Bojan Mitic 16 s 17                  |
| T35        | Dmitrii Safronov 12 s 67                 | Artem Kalashian 12 s 78                                   | Fu Xinhan 12 s 90                    |
| T36        | Mohamad Ridzuan Mohamad Puzi 12 s 08     | Roman Pavlyk 12 s 17 (PB)                                 | Evgenii Torsunov 12 s 35 (SB)        |
| T37        | Andrey Vdovin 11 s 46 (WR)               | Fanie van der Merwe 11 s 55 (SB)                          | Chermen Kobesov 11 s 60              |
| T38        | Hu Jianwen 11 s 08 (AR)                  | Edson Pinheiro 11 s 23 (AR)                               | Zhou Wenjun 11 s 37 (SB)             |
| T42        | Scott Reardon 12 s 13 (CR)               | Anton Prokhorov 12 s 24 (PB)                              | Daniel Jorgensen 12 s 47             |
| T44        | Richard Browne 10 s 61 (WR)              | Arnu Fourie 10 s 93 (AR)                                  | Alan Oliveira 11 s 02                |
| T47        | Michal Mateusz Derus 10 s 73 (CR)        | Yohansson Nascimento 10 s 99 (SB)                         | Wang Hao 11 s 06                     |
| T51        | Peter Genyn 20 s 93 (CR)                 | Toni Piispanen 21 s 43                                    | Mohamed Berrahal 21 s 89 (AR)        |
| T52        | Raymond Martin 17 s 36                   | Salvador Hernandez Mondragon 17 s 83                      | Beat Boesch 17 s 84                  |
| T53        | Brent Lakatos 14 s 38 (CR)               | Li Huzhao 14 s 84                                         | Pierre Fairbank 15 s 21              |
| T54        | Liu Yang 13 s 77 (AR)                    | Leo Pekka Tahti 13 s 84 (SB)                              | Kenny van Weeghel 13 s 92 (SB)       |

#### 200m
| Catégories | Or                                                        | Argent                                        | Bronze                                                     |
| ---------- | --------------------------------------------------------- | --------------------------------------------- | ---------------------------------------------------------- |
| T11        | Felipe Gomes Guide : Jorge Augusto Pereira Borges 22 s 83 | Ananias Shikongo Guide : Even Tjiviju 22 s 84 | Daniel Silva Guide : Heitor de Oliveira Sales 22 s 91 (SB) |
| T12        | Leinier Savon Pineda 22 s 14 (AR)                         | Jonathan Ntutu 22 s 45 (SB)                   | Fedor Trikolich 22 s 50 (SB)                               |
| T13        | Johannes Nambala 21 s 74 (AR)                             | Chad Perris 21 s 82 (AR)                      | Mateusz Michalski 21 s 92 (PB)                             |
| T34        | Walid Ktila 27 s 44 (CR)                                  | Mohamed Hammadi 27 s 82                       | Henry Manni 28 s 58                                        |
| T35        | Dmitrii Safronov 25 s 07                                  | Artem Kalashian 25 s 48                       | Iurii Tsaruk 25 s 96                                       |
| T36        | Evgenii Shvetcov 24 s 29 (WR)                             | Roman Pavlyk 24 s 63 (PB)                     | Evgenii Torsunov 24 s 67 (PB)                              |
| T37        | Andrey Vdovin 22 s 59 (WR)                                | Shang Guangxu 22 s 70                         | Fanie van der Merwe 22 s 99                                |
| T38        | Hu Jianwen 22 s 22                                        | Dyan Buis 22 s 75                             | Zhou Wenjun 22 s 94                                        |
| T42        | Richard Whitehead 24 s 10 (=WR)                           | Anton Prokhorov 24 s 85                       | Daniel Jorgensen 25 s 37                                   |
| T44        | Richard Browne 21 s 27 (WR)                               | Alan Oliveira 22 s 04 (SB)                    | Hunter Woodhall 22 s 09 (PB)                               |
| T47        | Yohansson Nascimento 21 s 90 (PB)                         | Michal Mateusz Derus 21 s 96                  | Wang Hao 22 s 15                                           |
| T53        | Brent Lakatos 25 s 79                                     | Pongsakorn Paeyo 26 s 97                      | Moatez Jomni 27 s 03                                       |
| T54        | Kenny van Weeghel 25 s 14                                 | Saichon Konjen 25 s 42                        | Alexey Bychenok 25 s 64                                    |

#### 400m
| Catégories | Or                                                         | Argent                                                                      | Bronze                                             |
| ---------- | ---------------------------------------------------------- | --------------------------------------------------------------------------- | -------------------------------------------------- |
| T11        | Daniel Silva Guide : Heitor de Oliveira Sales 50 s 95 (AR) | Gerard Descarrega Puigdevall Guide : Marcos Blanquino Exposito 51 s 28 (SB) | Timothée Adolphe Guide : Fadil Bellaabouss 51 s 61 |
| T12        | Luis Goncalves 49 s 67 (SB)                                | Sun Qichao 50 s 23                                                          | Hilton Langenhoven 50 s 85                         |
| T13        | Mohamed Amguoun 47 s 83 (WR)                               | Egor Sharov 48 s 42 (AR)                                                    | Johannes Nambala 48 s 68 (SB)                      |
| T20        | Daniel Martins 48 s 27 (PB)                                | Deliber Rodriguez Ramirez 49 s 62 (PB)                                      | Artem Muratov 49 s 96                              |
| T34        | Walid Ktila 52 s 83                                        | Henry Manni 53 s 68                                                         | Mohamed Hammadi 54 s 18                            |
| T36        | Evgenii Shvetcov 53 s 70 (CR)                              | Paul Blake 54 s 58 (SB)                                                     | Roman Pavlyk 54 s 60 (PB)                          |
| T37        | Andrey Vdovin 50 s 99 (CR)                                 | Charl du Toit 51 s 74 (AR)                                                  | Wu Jialong 53 s 44 (AR)                            |
| T38        | Dixon de Jesus Hooker Velasquez 52 s 62 (CR)               | Union Sekailwe 52 s 78 (SB)                                                 | Shaun Burrows 53 s 45 (PB)                         |
| T44        | David Behre 48 s 42 (CR)                                   | Hunter Woodhall 49 s 05                                                     | Johannes Floors 49 s 94 (PB)                       |
| T47        | Jaquvis Hart 48 s 17 (CR)                                  | Shane Hudson 48 s 89 (PB)                                                   | Alexey Kotlov 48 s 92 (PB)                         |
| T51        | Peter Genyn 1 min 22 s 66 (CR)                             | Edgar Cesareo Navarro Sanchez 1 min 24 s 46                                 | Toni Piispanen 1 min 28 s 25                       |
| T52        | Tomoki Sato 1 min 00 s 91                                  | Hirokazu Ueyonabaru 1 min 03 s 58                                           | Pichaya Kurattanasiri 1 min 03 s 60                |
| T53        | Li Huzhao 49 s 32 (PB)                                     | Brent Lakatos 49 s 45                                                       | Pongsakorn Paeyo 50 s 42                           |
| T54        | Liu Yang 46 s 46 (CR)                                      | Liu Chengming 46 s 52 (PB)                                                  | Kenny van Weeghel 47 s 05                          |

#### 800m
| Catégories | Or                                        | Argent                               | Bronze                             |
| ---------- | ----------------------------------------- | ------------------------------------ | ---------------------------------- |
| T13        | Egor Sharov 1 min 53 s 16 (CR)            | Abdellatif Baka 1 min 54 s 18        | Mohamed Amguoun 1 min 54 s 56 (PB) |
| T20        | Alexander Rabotnitskiy 1 min 53 s 63 (PB) | Luis Arturo Paiva 1 min 53 s 90 (PB) | Dmitrii Makarov 1 min 57 s 14 (PB) |
| T34        | Walid Ktila 1 min 45 s 71 (CR)            | Mohamed Hammadi 1 min 46 s 01        | Henry Manni 1 min 46 s 92          |
| T36        | Paul Blake 2 min 06 s 89 (SB)             | Artem Arefyev 2 min 07 s 13 (SB)     | Andrey Zhirnv 2 min 09 s 91 (PB)   |
| T38        | Michael McKillop 2 min 01 s 31 (SB)       | Abbès Saïdi 2 min 02 s 34 (PB)       | Louis Radius 2 min 05 s 39 (PB)    |
| T53        | Brent Lakatos 1 min 39 s 61 (PB)          | Li Huzhao 1 min 40 s 46 (PB)         | Pierre Fairbank 1 min 40 s 51      |
| T54        | Liu Chengming 1 min 35 s 41 (=CR)         | Kenny van Weeghel 1 min 35 s 47      | Marcel Hug 1 min 35 s 66           |

#### 1 500m
| Catégories | Or                                                                | Argent                                                           | Bronze                                    |
| ---------- | ----------------------------------------------------------------- | ---------------------------------------------------------------- | ----------------------------------------- |
| T11        | Odair Santos Guide : Carlos Antonio Dos Santos 4 min 08 s 48 (SB) | Cristian Valenzuela Guide : Mauricio Valdivia 4 min 14 s 00 (SB) | Hasan Hüseyin Kaçar 4 min 16 s 58 (PB)    |
| T13        | Abdelillah Mame 3 min 54 s 34 (PB)                                | Abdellatif Baka 3 min 55 s 74 (SB)                               | El Amin Chentouf 3 min 56 s 49 (SB)       |
| T20        | Michael Brannigan 3 min 56 s 50 (CR)                              | Peyman Nasiri Bazanjani 3 min 56 s 53 (AR)                       | Alexander Rabotnitskiy 3 min 58 s 23 (PB) |
| T37        | Michael McKillop 4 min 16 s 19                                    | Brad Scott 4 min 21 s 12                                         | Madjid Djemai 4 min 29 s 24               |
| T38        | Abbès Saïdi 4 min 09 s 92 (CR)                                    | Louis Radius 4 min 10 s 87 (AR)                                  | Deon Kenzie 4 min 11 s 60                 |
| T46        | Samir Nouioua 3 min 53 s 36 (CR)                                  | Alex Pires Da Silva 3 min 54 s 53 (AR)                           | Michael Roeger 3 min 57 s 91 (AR)         |
| T52        | Raymond Martin 3 min 49 s 41 (CR)                                 | Hirokazu Ueyonabaru 3 min 49 s 62 (AR)                           | Tomoki Sato 3 min 49 s 79 (PB)            |
| T54        | Rawat Tana 3 min 04 s 35                                          | David Weir 3 min 04 s 46                                         | Saichon Konjen 3 min 04 s 88              |

#### 5 000m
| Catégories | Or                                                                | Argent                                                | Bronze                                            |
| ---------- | ----------------------------------------------------------------- | ----------------------------------------------------- | ------------------------------------------------- |
| T11        | Cristian Valenzuela Guide : Mauricio Valdivia 15 min 52 s 64 (SB) | Jason Dunkerley Guide : Joshua Karanja 16 min 11 s 22 | Shinya Wada Guide : Takashi Nakata 16 min 31 s 04 |
| T13        | Guillaume Ouellet (T13) 15 min 07 s 64                            | Alberto Suarez Laso (T12) 15 min 11 s 01 (SB)         | Youssef Benibrahim (T13) 15 min 11 s 89           |
| T20        | Daisuke Nakagawa 15 min 39 s 43                                   | Michael Brannigan 15 min 50 s 99                      | Jose Azevedo 16 min 21 s 28                       |
| T54        | Rawat Tana 10 min 55 s 85                                         | Marcel Hug 10 min 56 s 32                             | Prawat Wahoram 10 min 56 s 54                     |

#### Marathon
| Catégories | Or                                   | Argent                          | Bronze                          |
| ---------- | ------------------------------------ | ------------------------------- | ------------------------------- |
| T11/12     | El Amin Chentouf 2 h 21 s 33         | Alberto Suárez Laso 2 h 21 s 47 | Tadashi Horikoshi 2 h 27 s 42   |
| T13        | Aniceto dos Santos 2 h 35 s 42       | Youssef Benibrahim 2 h 36 s 07  | Tim Prendergast 2 h 47 s 23     |
| T44/46     | Abderrahman Ait Khamouch 2 h 26 s 54 | Alex Pires da Silva 2 h 27 s 36 | Alessandro Di Lello 2 h 31 s 25 |
| T51/52     | Raymond Martin 1 h 52 s 27           | Santiago Sanz 1 h 53 s 33       | Cristian Torres 2 h 08 s 52     |
| T53/54     | Joshua George 1 h 31 s 31            | David Weir 1 h 31 s 32          | Pierre Fairbank 1 h 31 s 33     |

#### Relais 4 ×100m
| Catégorie | Or                     | Argent              | Bronze          |
| --------- | ---------------------- | ------------------- | --------------- |
| T11-13    | Russie 42 S 11 (WR)    | Ouzbékistan 43 s 71 | Espagne 44 s 24 |
| T42-47    | Allemagne 41 s 86 (AR) | États-Unis 42 s 91  | Russie 44 s 27  |

#### Relais 4 ×400m
| Catégorie | Or                  | Argent                  | Bronze               |
| --------- | ------------------- | ----------------------- | -------------------- |
| T53-54    | Chine 3 min 08 s 32 | Thaïlande 3 min 12 s 22 | France 3 min 22 s 44 |

#### Saut en hauteur
| Catégorie | Or                                    | Argent                        | Bronze                 |
| --------- | ------------------------------------- | ----------------------------- | ---------------------- |
| T12       | Siarhei Burdukou 1,89 m (=CR)         | Ihar Fartunau 1,85 m          | Andrey Shashko 1,79 m  |
| T42       | Sam Grewe 1,81 m (CR)                 | Hamada Hassan 1,78 m          | Lukasz Mamczarz 1,78 m |
| T44       | Maciej Lepiato 2,18 m (WR)            | Jonathan Broom-Edwards 2,05 m | Jeff Skiba 1,96 m      |
| T47       | Roderick Townsend-Roberts 2,03 m (CR) | Chen Hongjie 1,88 m           | Zhou Wu 1,85 m         |

#### Saut en longueur
| Catégories | Or                            | Argent                           | Bronze                         |
| ---------- | ----------------------------- | -------------------------------- | ------------------------------ |
| T11        | Lex Gillette 6,38 m           | Elchin Muradov 6,27 m (PB)       | Ruslan Katyshev 6,22 m (PB)    |
| T12        | Kamil Aliyev 7,13 m (PB)      | Chen Mingyu 7,07 m (AR)          | Mohamad Saifuddin Ishak 6,94 m |
| T13        | Per Jonsson 7,15 m            | Ivan José Cano Blanco 6,75 m     | Bekjon Chevarov 6,65 m         |
| T20        | Abdul Latif Romly 7,35 m (CR) | Zoran Talic 7,32 m (PB)          | Dmytro Prudnikov 7,14 m        |
| T36        | Evgenii Torsunov 5,75 m (WR)  | Roman Pavlyk 5,54 m (PB)         | Brayden Davidson 5,44 m        |
| T37        | Shang Guangxu 6,47 m (WR)     | Ali Olfatnia 6,18 m              | Andrea Dalle Ave 5,77 m        |
| T38        | Hu Jianwen 7,13 m (WR)        | Dyan Buis 6,30 m (SB)            | Andrei Poroshin 6,12 m (AR)    |
| T42        | Atsushi Yamamoto 6,29 m (CR)  | Daniel Jorgensen 6,02 m          | Regas Woods 5,56 m             |
| T44        | Markus Rehm 8,40 m (WR)       | Ronald Hertog 7,26 m             | Vadim Aleshkin 6,91 m          |
| T47        | Liu Fuliang 7,19 m (AR)       | Roderick Townsend-Roberts 7,08 m | Setiyo Budihartanto 6,95 m     |

#### Triple saut
| Catégories | Or                        | Argent                                 | Bronze                    |
| ---------- | ------------------------- | -------------------------------------- | ------------------------- |
| T20        | Lenine Cunha 14,16 m (PB) | Evangelos Kanavos 13,50 m (PB)         | Ranki Oberoi 13,48 m      |
| T47        | Liu Fuliang 15,29 m (WR)  | Roderick Townsend-Roberts 14,49 m (AR) | Georgios Kostakis 13,89 m |

#### Lancer de massue
| Catégories | Or                                | Argent                        | Bronze                     |
| ---------- | --------------------------------- | ----------------------------- | -------------------------- |
| F32        | Vladislav Frolov 35,94 m (WR)     | Lahouari Bahlaz 34,46 m (AR)  | Maciej Sochal 32,50 m (SB) |
| F51        | Zelijko Dimitrijevic 26,29 m (CR) | Amit Kumar Kumar 25,44 m (AR) | Milos Mitic 25,40 m (PB)   |

#### Lancer du poids
| Catégorie | Or                                    | Argent                           | Bronze                           |
| --------- | ------------------------------------- | -------------------------------- | -------------------------------- |
| F12       | Roman Danyliuk 16,64 m (WR)           | Saman Pakbaz 15,19 m (PB)        | Kim Lopez Gonzalez 15,03 m (SB)  |
| F20       | Todd Hodgetts 15,83 m (CR)            | Dimitrios Senikidis 15,45 m (PB) | Muhammad Ziyad Zolkefli 15,37 m  |
| F32       | Vladislav Frolov 9,70 m               | Karim Betina 7,83 m              | Dimitrios Zisidis 7,79 m         |
| F33       | Evgenii Malykh 12,36 m (PB)           | Aleksandr Khrupin 11,52 m (SB)   | Daniel Scheil 10,93 m            |
| F34       | Siamak Saleh Farajzadeh 11,52 m (WR)  | Mohsen Kaedi 11,12 m             | Mauricio Valencia 10,93 m (SB)   |
| F35       | Seyedmohsen Hosseinpanah 14,02 m (PB) | Edgars Bergs 14,00 m (SB)        | Alexander El'min 13,87 m         |
| F36       | Sebastian Dietz 14,87 m (CR)          | Vladimir Sviridov 14,79 m        | Liu Cuiqing 14,52 (AR)           |
| F37       | Xia Dong 15,94 m                      | Mindaugas Bilius 15,35 m (SB)    | Khusniddin Norbekov 14,57 m (PB) |
| F38       | Oleksandr Doroshenko 14,71 m          | Reinhardt Hamman 13,37 m         | Dusan Grezl 12,05 m              |
| F40       | Garrah Tnaiash 10,66 (AR)             | Dmitry Dushkin 10,61 m (PB)      | Chen Zhenyu 9,83 m (PB)          |
| F41       | Bartosz Tyszkowski 13,43 m (PB)       | Niko Kappel 12,85 m (PB)         | Jonathan de Souza Santos (PB)    |
| F42       | Aled Davies 14,95 m (CR)              | Sajad Mohammadian 14,54 m (AR)   | Frank Tinnemeier 14,33 m (PB)    |
| F44       | Adrian Matusik 17,19 m (PB)           | Jackie Christiansen 17,18 m      | David Blair 15,49 m (AR)         |
| F46       | Nikita Prokhorov 15,67 m (SB)         | Wei Enlong 15,52 m               | Dmytro Ibragimov 15,05 m         |
| F53       | Che Jon Fernandes 8,35 m (AR)         | Scot Severn 8,14 m               | Ales Kisy 7,69 m (SB)            |
| F55       | Ruzhdi Ruzhdi 11,81 m (CR)            | Milos Zaric 11,49 m (PB)         | Karol Kozun 11,47 m (SB)         |
| F57       | Janusz Rokicki 14,92 m (SB)           | Alexey Ashapatov 14,56 m (SB)    | Wu Guoshan 14,53 m (AR)          |

#### Lancer du disque
| Catégorie | Or                                | Argent                                     | Bronze                       |
| --------- | --------------------------------- | ------------------------------------------ | ---------------------------- |
| F11       | David Casinos Sierra 39,51 m (SB) | Bil Marinkovic 37,06 m (SB)                | Vitalii Telesh 35,59 m       |
| F12       | Saman Pakbaz 46,20 m              | Kim Lopez Gonzalez 44,93 m                 | Marek Wietecki 44,76 m (SB)  |
| F34       | Wang Yanzhang 41,93 m             | Mauricio Valencia 35,06 m (SB)             | Jason Roberts 31,98 m (PB)   |
| F37       | Khusniddin Norbekov 53,81 m       | Guy Henly 53,41 m                          | Mukola Zhabnyak 52,17 m      |
| F42       | Aled Davies 49,59 m (WR)          | Kang Guofeng 43,27 m (PB)                  | Dechko Ovcharov 42,31 m (PB) |
| F44       | Jeremy Campbell 61,21 m (CR)      | David Blair 60,46 m (PB)                   | Akeem Stewart 59,13 m        |
| F46       | Hou Zhanbiao 52,64 m (WR)         | Wei Enlong 50,29 m                         | Dmytro Ibragimov 48,38 m     |
| F52       | Aigars Apinis 21,44 m (WR)        | Robert Jachimowicz 17,33 m                 | Velimir Sandor 16,95m (PB)   |
| F56       | Leonardo Diaz 45,10 m (SB)        | Ali Mohammadyari 44,97 m                   | Be Hau Nguyen 38,94 m (PB)   |
| F57       | Wu Guoshan 44,56 m (PB)           | Claudiney Bastista dos Santos 44,37 m (SB) | Samir Nabiyev 44,34 m        |

#### Lancer du javelot
| Catégories | Or                                            | Argent                                   | Bronze                                    |
| ---------- | --------------------------------------------- | ---------------------------------------- | ----------------------------------------- |
| F11        | Vitalii Telesh 41,93 m (SB)                   | Roman Mesyk 40,80 m                      | José Alexis Belizario Angulo 40,19 m (SB) |
| F13        | Branimir Budetic 65,72 m (WR)                 | Seyed Erfan Hosseini Liravi 59,97 m (SB) | Nemanja Dimitrijevic 59,82 m (PB)         |
| F34        | Wang Yanzhang 38,05 m                         | Mauricio Valencia 34,38 m (SB)           | Mohsen Kaedi 32,26 m                      |
| F37        | Zhang Xuelong 51,26 m (SB)                    | Dmitrijs Silovs 50,48 m (AR)             | Xia Dong 49,55 m                          |
| F38        | Reinhardt Hamman 50,06 m (CR)                 | Oleksandr Doroshenko 48,44 m (PB)        | Petr Vratil 46,17 m (PB)                  |
| F41        | Sun Pengxiang 43,67 m (WR)                    | Kovan Abdulraheem 40,93 m                | Kyron Duke 37,99 m (SB)                   |
| F44        | Marcio Miguel Da Costa Fernandes 56,24 m (WR) | Rory McSweeney 55,80 m (AR)              | Heigi Sveinsson 55,18 m                   |
| F46        | Guo Chunliang 61,89 m (CR)                    | Devendra 59,06 m (PB)                    | Abdolrasoul Mirshekari 53,85 m (PB)       |
| F54        | Manolis Stefanoudakis 28,45 m                 | José Rodrigues 28,33 m (AR)              | Alexey Kuznetsov 27,56 m (SB)             |
| F55        | Mustafa Yuseinov 32,01 m (CR)                 | Milos Zaric 31,13 m (PB)                 | Jonas Licurgo Ferreira 30,56 m (AR)       |
| F57        | Mohammad Khalvandi 43,76 m                    | Mohamad Mohamad 41,85 m                  | Claudiney Bastista dos Santos 41,70 m     |

#### Légende
Records et Performances
- AR : Record continental (area record)
- CR : Record des championnats (championship record)
- MR : Record du meeting (meet record)
- NR : Record national (national record)
- OR : Record olympique (olympic record)
- PR : Record paralympique (paralympic record)
- PB : Record personnel (personal best)
- SB : Meilleure performance personnelle de la saison (season's best)
- WL : Meilleure performance mondiale de l'année (world leader)
- WJR : Record du monde junior (world junior record)
- WR : Record du monde (world record)

Circonstances et Conditions
- DNF : N'a pas terminé (did not finish)
- DNS : N'a pas pris le départ (did not start)
- DQ : Disqualification (disqualification)
- NM : Aucun essai valable enregistré (No Mark)
- Q : Qualifié « directement » au prochain tour (ou à la prochaine compétition), lors d'une compétition majeure, grâce au classement ou à la réalisation des minima (automatic qualifier)
- q : Qualifié au prochain tour (ou à la prochaine compétition), lors d'une compétition majeure, grâce au repêchage ou à la réalisation de l'une des meilleures performances parmi celles des « non qualifiés directement » (grâce au meilleur temps ou à la meilleure distance par exemple) (secondary qualifier)

### Femmes

#### 100m
| Catégories | Or                                                | Argent                                                                 | Bronze                                                     |
| ---------- | ------------------------------------------------- | ---------------------------------------------------------------------- | ---------------------------------------------------------- |
| T11        | Liu Cuiqing Guide : Xu Donglin 12 s 43            | Jerusa Geber dos Santos Guide : Luiz Henrique Barboza da Silva 12 s 57 | Jhulia Santos Guide : Fabio Dias de Oliveira Silva 12 s 79 |
| T12        | Omara Durand Guide : Yuniol Kindelan 11 s 48 (WR) | Olena Chebanu Guide : 11 s 94                                          | Oksana Boturchuk Guide : Oleksiy Ryemyen 11 s 96 (PB)      |
| T13        | Ilse Hayes 12 s 37                                | Nantenin Keïta 12 s 53 (SB)                                            | Kym Crosby 12 s 63                                         |
| T34        | Hannah Cockroft 17 s 73 (CR)                      | Alexa Halko 18 s 55 (AR)                                               | Amy Siemons 18 s 99                                        |
| T35        | Isis Holt 13 s 63 (WR)                            | Maria Lyle 13 s 92 (AR)                                                | Brianna Coop 15 s 11 (PB)                                  |
| T36        | Elena Sviridova 14 s 13 (CR)                      | Yanina Martínez 14 s 72                                                | Claudia Nicoleitzik 14 s 73 (PB)                           |
| T37        | Kadeena Cox 13 s 60                               | Georgina Hermitage 13 s 87                                             | Anna Sapozhnikova 14 s 30                                  |
| T38        | Sophie Hahn 12 s 60 (WR)                          | Chen Junfei 12 s 97 (AR)                                               | Margarita Gontcharova 13 s 01 (PB)                         |
| T42        | Martina Caironi 14 s 61 (WR)                      | Vanessa Low 15 s 41 (PB)                                               | Ana Claudia Silva 16 s 28                                  |
| T44        | Marlou van Rhijn 12 s 80                          | Marie-Amélie Le Fur 13 s 12                                            | Nyoshia Cain 13 s 31                                       |
| T47        | Deja Young (T46) 12 s 69                          | Wang Yanping (T47) 12 s 74                                             | Alicja Fiodorow (T47) 12 s 74                              |
| T52        | Marieke Vervoort 20 s 39                          | Kerry Morgan 20 s 97 (SB)                                              | Yuka Kiyama 25 s 37                                        |
| T53        | Huang Lisha 16 s 29 (CR)                          | Hamide Kurt 17 s 10                                                    | Jessica Cooper Lewis 17 s 40                               |
| T54        | Liu Wenjun 16 s 08 (CR)                           | Amanda Kotaja 16 s 32                                                  | Hannah McFadden 16 s 91                                    |

#### 200m
| Catégories | Or                                                | Argent                                                            | Bronze                                                     |
| ---------- | ------------------------------------------------- | ----------------------------------------------------------------- | ---------------------------------------------------------- |
| T11        | Liu Cuiqing Guide : Xu Donglin 24 s 75 (AS)       | Terezinha Guilhermina Guide : Guilherme Soares de Santana 24 s 95 | Jhulia Santos Guide : Fabio Dias de Oliveira Silva 26 s 24 |
| T12        | Omara Durand Guide : Yuniol Kindelan 23 s 03 (WR) | Oksana Boturchuk Guide : Oleksiy Ryemyen 23 s 98                  | Olena Chebanu Guide : 24 s 54                              |
| T13        | Ilse Hayes 25 s 24                                | Kym Crosby 25 s 93                                                | Sanaa Benhama 26 s 35                                      |
| T35        | Isis Holt 28 s 57 (WR)                            | Maria Lyle 29 s 32 (AR)                                           | Oxana Corso 32 s 20 (PB)                                   |
| T36        | Elena Sviridova 29 s 67 (AR)                      | Claudia Nicoleitzik 30 s 53 (SB)                                  | Yanina Martínez 31 s 04                                    |
| T37        | Li Yingli 28 s 85 (AR)                            | Anna Sapozhnikova 29 s 27 (SB)                                    | Johanna Benson 29 s 98 (PB)                                |
| T38        | Margarita Gontcharova 26 s 61 (WR)                | Sophie Hahn 26 s 82 (PB)                                          | Chen Junfei 27 s 28 (AR)                                   |
| T44        | Marlou van Rhijn (T43) 25 s 75                    | Marie-Amélie Le Fur (T44) 26 s 58                                 | Fleur Jong (T43) 27 s 30                                   |
| T47        | Yunidis Castillo (T46) 25 s 43 (SB)               | Deja Young (T46) 25 s 53                                          | Anrune Liebenberg (T47) 25 s 58 (SB)                       |
| T52        | Marieke Vervoort 35 s 91                          | Kerry Morgan 37 s 60                                              | Yuka Kiyama 46 s 014                                       |
| T53        | Angela Ballard 29 s 33 (CR)                       | Catherine Debrunner 30 s 64 (PB)                                  | Samantha Kinghorn 30 s 72                                  |
| T54        | Amanda Kotaja 29 s 82                             | Cheri Madsen 29 s 96                                              | Hannah McFadden 29 s 96                                    |

#### 400m
| Catégories | Or                                                    | Argent                                                            | Bronze                                                                    |
| ---------- | ----------------------------------------------------- | ----------------------------------------------------------------- | ------------------------------------------------------------------------- |
| T11        | Liu Cuiqing Guide : Xu Donglin 56 s 68 (AR)           | Terezinha Guilhermina Guide : Guilherme Soares de Santana 58 s 52 | Thalita Vitoria Simplicio da Silva Guide : Felipe Veloso da Silva 59 s 73 |
| T12        | Omara Durand Guide : Yuniol Kindelan 53 s 05 (WR, CR) | Oksana Boturchuk Guide : Oleksiy Ryemyen 54 s 92                  | Edmilsa Governo Guide : Fernando Lucas Mucuho 58 s 68                     |
| T13        | Nantenin Keïta 56 s 63 (SB)                           | Somaya Bousaid 58 s 38 (SB)                                       | Sanaa Benhama 59 s 86                                                     |
| T20        | Barbara Niewiedzial 57 s 78 (PB)                      | Natalia Iezlovetska 59 s 19 (PB)                                  | Siti Noor Iasah Mohamad Ariffin 1 min 00 s 35 (AR)                        |
| T34        | Hannah Cockroft 1 min 02 s 66 (CR)                    | Alexa Halko 1 min 04 s 20                                         | Kera Adenegan 1 min 04 s 78                                               |
| T37        | Georgina Hermitage 1 min 02 s 01 (WR)                 | Mandy François-Elie 1 min 05 s 55 (PB)                            | Evgeniya Trushnikova 1 min 07 s 16                                        |
| T38        | Margarita Gontcharova 1 min 02 s 28 (WR)              | Chen Junfei 1 min 03 s 65                                         | 1 min 06 s 06                                                             |
| T44        | Marie-Amélie Le Fur 59 s 30 (WR)                      | Irmgard Bensusan 1 min 03 s 27                                    | Grace Norman 1 min 03 s 83 (AR)                                           |
| T47        | Anrune Liebenberg 56 s 65 (SB)                        | Yunidis Castillo 59 s 79                                          | Alexandra Moguchaya 1 min 01 s 50                                         |
| T52        | Marieke Vervoort 1 min 08 s 40 (CR)                   | Kerry Morgan 1 min 12 s 55                                        | Yuka Kiyama 1 min 27 s 52                                                 |
| T53        | Angela Ballard 57 s 47                                | Zhou Hongzhuan 57 s 97                                            | Huang Lisha 58 s 45                                                       |
| T54        | Liu Wenjun 54 s 67 (AR)                               | Zou Lihong 55 s 73 (PB)                                           | Margriet van den Broek 56 s 69                                            |

#### 800m
| Catégories | Or                                                                        | Argent                                              | Bronze                               |
| ---------- | ------------------------------------------------------------------------- | --------------------------------------------------- | ------------------------------------ |
| T11        | Renata Bazone Teixeira Guide : Fernando Ribeiro Junior 2 min 24 s 31 (SB) | Befilia Buya Guide : Eduardo Chimboto 2 min 34 s 72 | Non attribuée                        |
| T20        | Barbara Niewiedzial 2 min 22 s 09 (PB)                                    | Mariia Koltcova 2 min 24 s 38 (PB)                  | Shirley Kerkhove 2 min 24 s 81 (PB)  |
| T34        | Hannah Cockroft 2 min 07 s 10 (CR)                                        | Mel Nicholls 2 min 09 s 29                          | Karé Adenegan 2 min 09 s 66          |
| T53        | Madison de Rozario 1 min 53 s 86                                          | Zhou Hongzhuan 1 min 53 s 95                        | Angela Ballard 1 min 54 s 08         |
| T54        | Zou Lihong 1 min 51 s 13 (SB)                                             | Liu Wenjun 1 min 51 s 51 (SB)                       | Margriet van den Broek 1 min 52 s 99 |

#### 1 500m
| Catégories | Or                                            | Argent                                                                         | Bronze                                                              |
| ---------- | --------------------------------------------- | ------------------------------------------------------------------------------ | ------------------------------------------------------------------- |
| T11        | Zheng Jin Guide : Jin Yubo 4 min 47 s 71 (CR) | Maritza Arango Buitrago Guide : Jonathan Daybes Sanchez Gonzalez 4 min 49 s 03 | Renata Bazone Teixeira Guide : Fernand Ribeiro Junior 4 min 59 s 93 |
| T13        | Somaya Bousaid 4 min 33 s 51                  | Elena Pautova Guide : Grigoriy Andreev 4 min 41 s 50                           | Margarita Faudez Guide : Rodrigo Mellado 4 min 51 s 88              |
| T20        | Barbara Niewiedzial 4 min 28 s 58 (CR)        | Arleta Meloch 4 min 34 s 05 (PB)                                               | Lyudmyla Danylina 4 min 37 s 27 (SB)                                |
| T54        | Zhou Hongzhuan 3 min 40 s 87                  | Gunilla Wallengren 3 min 41 s 89                                               | Madison de Rozario 3 min 42 s 03                                    |

#### 5 000m
| Catégories | Or                              | Argent                              | Bronze                                 |
| ---------- | ------------------------------- | ----------------------------------- | -------------------------------------- |
| T54        | Zou Lihong (T54) 12 min 10 s 62 | Zhou Hongzhuan (T53) 12 min 11 s 22 | Chelsea McClammer (T53) 12 min 11 s 34 |

#### Relais 4 ×100m
| Catégories | Or                       | Argent         | Bronze          |
| ---------- | ------------------------ | -------------- | --------------- |
| T11-13     | Chine 48 s 58 (CR)       | Russie 50 s 88 | Espagne 53 s 64 |
| T35-38     | Royaume-Uni 52 s 22 (WR) | Russie 53 s 18 | Chine 57 s 66   |

#### Relais 4 ×400m
| Catégories | Or                       | Argent               | Bronze        |
| ---------- | ------------------------ | -------------------- | ------------- |
| T53-54     | Chine 3 min 43 s 54 (CR) | Russie 3 min 58 s 47 | Non attribuée |

#### Saut en longueur
| Catégories | Or                                     | Argent                            | Bronze                   |
| ---------- | -------------------------------------- | --------------------------------- | ------------------------ |
| T11        | Silvânia Costa de Oliveira 5,04 m (CR) | Lorena Salvatini Spoladore 4,75 m | Viktoria Karlsson 4,44 m |
| T12        | Oksana Zubkovska 6,25 m (SB)           | Lynda Hamri 5,54 m                | Sara Martinez 5,51 m     |
| T20        | Karolina Kucharczyk 5,67 m             | Mikela Ristoski 5,63 m            | Olena Rozdobudko 5,22 m  |
| T37        | Zhanna Fekolina 4,79 m (CR)            | Franziska Liebhardt 4,57 m        | Anna Sapozhnikova 4,56 m |
| T38        | Margarita Gontcharova 5,09 m (CR)      | Ramune Adomaitiene 4,55 m         | Inna Stryzhak 4,47 m     |
| T42        | Vanessa Low 4,79 m (WR)                | Martina Caironi 4,59 m            | Jana Schmidt 3,73 m      |
| T44        | Marie-Amélie Le Fur 5,84 m (WR)        | Marlene van Gansewinkel 5,27 m    | Saki Takakuwa 5,09 m     |
| T47        | Carlee Beattie 5,75 m (SB)             | Yunidis Castillo 5,46 m           | Anna Grimaldi 5,41 m     |

#### Triple saut
| Catégories | Or                           | Argent              | Bronze             |
| ---------- | ---------------------------- | ------------------- | ------------------ |
| T20        | Mikela Ristoski 11,67 m (WR) | Erica Gomes 10,89 m | Ana Filipe 10,07 m |

#### Lancer de massue
| Catégories | Or                          | Argent                   | Bronze                  |
| ---------- | --------------------------- | ------------------------ | ----------------------- |
| F32        | Maroua Ibrahimi 22,58 m     | Mounia Gasmi 22,54 m     | Abbie Hunnisett 21,09 m |
| F51        | Jo Butterfield 21,44 m (CR) | Rachael Morrison 18,85 m | Becky Richter 15,11m    |

#### Lancer du poids
| Catégories | Or                          | Argent                          | Bronze                               |
| ---------- | --------------------------- | ------------------------------- | ------------------------------------ |
| F12        | Assunta Legnante 14,02 m    | Sofia Oksem 13,60 m             | Rebeca Valenzuela Alvarez 12,70 m    |
| F20        | Ewa Durska 13,92 m (PB)     | Antonina Baranova 13,41 m       | Anastasiia Musnyk 12,89 m            |
| F32        | Maroua Ibrahimi 6,18 m      | Mounia Gasmi 4,54 m             | Louise Ellery 4,53 m                 |
| F33        | Svetlana Krivenok 6,30 m    | Brydee Moore 5,31 m             | Anthu Liagkou 4,85 m                 |
| F34        | Zou Lijuan 8,37 m           | Jessica Hamill 7,83 m           | Lucyna Kornobys 7,38 m               |
| F35        | Mariia Pomazan 13,05 m (WR) | Wang Jun 12,23 m                | Marivana Oliveira 9,17 m             |
| F36        | Wu Qing 10,07 m             | Alla Malchyk 9,21 m             | Aida Bronskaïa 8,62 m                |
| F37        | Mi Na 13,56 m (WR)          | Franziska Liebhardt 13,39 m     | Irina Vertinskaya 12,10 m            |
| F40        | Lauritta Onye 7,72 m (WR)   | Lara Baars 6,80 m               | Rima Abdelli 6,75 m                  |
| F41        | Raoua Tlili 9,78 m          | Kelly Cristina Peixoto 7,84 m   | Claire Keefer 7,62 m                 |
| F44        | Yao Juan 13,14 m (WR)       | Yang Yue 11,75 m                | Frederike Charlotte Koleiski 11,75 m |
| F53        | Dimitra Korokida 4,36 m     | Pamela Lejean 4,34 m            | Deirdre Mongan 4,02 m                |
| F54        | Yang Liwan 7,64 m (CR)      | Maria Bogacheva 7,56 m          | Elizabeth Rodrigues Gomes 6,53 m     |
| F55        | Marianne Buggenhagen 7,69 m | Marie Hawkeswood 7,44 m         | Daniela Todorova 7,12 m              |
| F57        | Stela Eneva 11,14 m (AR)    | Angeles Ortiz Hernandez 11,13 m | Ilke Wyludda 10,95 m                 |

#### Lancer du disque
| Catégories | Or                           | Argent                         | Bronze                         |
| ---------- | ---------------------------- | ------------------------------ | ------------------------------ |
| F11        | Zhang Liangmin 36,03 m       | Tang Hongxia 34,01 m           | Izabela Campos 29,95 m         |
| F12        | Sofia Oksem 45,35 m (CR)     | Zhao Yuping 41,18 m            | Orysia Ilchyna 38,87 m         |
| F38        | Mi Na 33,59 m (CR)           | Noelle Lenihan 31,64 m         | Renee Danielle Foessel 30,39 m |
| F41        | Raoua Tlili 29,70 m (WR)     | Fathia Amaimia 24,83 m         | Niamh McCarthy 23,66 m         |
| F44        | Yao Juan 43,39 m (WR)        | Yang Yue 41,61 m               | Natalie Bieule 29,61 m         |
| F52        | Rachael Morrison 12,86 m     | Leticia Ochoda Delgado 10,66 m | Joanna Butterfield 8,96 m      |
| F55        | Marianne Buggenhagen 25,40 m | Dong Feixia 22,74 m            | Marie Hawkeswood 20,09 m       |
| F57        | Nassima Saifi 34,31 m        | Stela Eneva 32,25 m            | Orla Barry 29,85 m             |

#### Lancer du javelot
| Catégories | Or                         | Argent                       | Bronze                    |
| ---------- | -------------------------- | ---------------------------- | ------------------------- |
| F11        | Zhong Huimin 25,31 m (CR)  | Ness Murby 22,74 m           | Zhang Liangmin 20,86 m    |
| F13        | Irada Aliyeva 44,18 m (WR) | Anna Sorokina 42,66 m        | Zhao Yuping 41,26 m       |
| F34        | Zou Lijuan 20,98 m         | Lucyna Kornobys 18,15 m      | Frances Herrmann 16,82 m  |
| F37        | Shirlene Coelho 37,03 m    | Mi Na 29,70 m                | Jia Qianqian 28,95 m      |
| F46        | Hollie Arnold 40,53 m (CR) | Katarzyna Piekart 39,28 m    | Holly Robinson 38,18 m    |
| F54        | Hania Aidi 18,86 m (WR)    | Yang Liwan 18,50 m           | Ntombizanele Situ 16,36 m |
| F56        | Martina Willing 22,44 m    | Raissa Rocha Machado 18,82 m | Daniela Todorova 18,30 m  |

#### Légendes
Records et Performances
- AR : Record continental (area record)
- CR : Record des championnats (championship record)
- MR : Record du meeting (meet record)
- NR : Record national (national record)
- OR : Record olympique (olympic record)
- PR : Record paralympique (paralympic record)
- PB : Record personnel (personal best)
- SB : Meilleure performance personnelle de la saison (season's best)
- WL : Meilleure performance mondiale de l'année (world leader)
- WJR : Record du monde junior (world junior record)
- WR : Record du monde (world record)

Circonstances et Conditions
- DNF : N'a pas terminé (did not finish)
- DNS : N'a pas pris le départ (did not start)
- DQ : Disqualification (disqualification)
- NM : Aucun essai valable enregistré (No Mark)
- Q : Qualifié « directement » au prochain tour (ou à la prochaine compétition), lors d'une compétition majeure, grâce au classement ou à la réalisation des minima (automatic qualifier)
- q : Qualifié au prochain tour (ou à la prochaine compétition), lors d'une compétition majeure, grâce au repêchage ou à la réalisation de l'une des meilleures performances parmi celles des « non qualifiés directement » (grâce au meilleur temps ou à la meilleure distance par exemple) (secondary qualifier)